# Jan Polák (ur. 1981)
Jan Polák (ur. 14 marca 1981 w Brnie) – czeski piłkarz grający na pozycji pomocnika. Podczas swojej kariery klubowej, reprezentował czeskie kluby FC Zbrojovka Brno, Slovan Liberec i 1. SK Prostějov, niemieckie VfL Wolfsburg i 1. FC Nürnberg oraz belgijski RSC Anderlecht.